# 하포크라테스

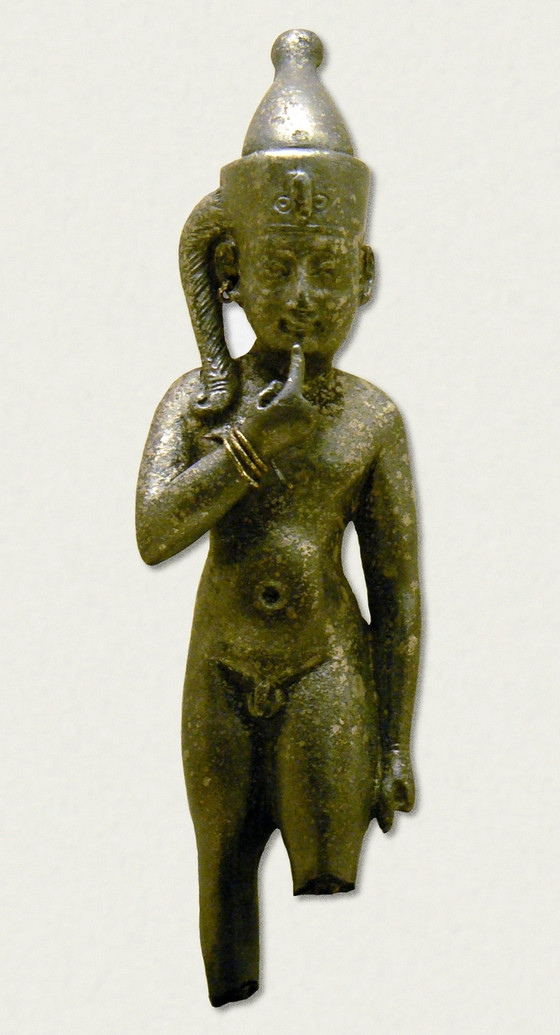
프톨레마이오스 왕조시대의 청동제 하포크라테스 상(Gulbenkian 재단, 리스본)

하포크라테스(영어: Harpocrates,그리스어: Ἁρποκράτης)는 그리스 신화의 침묵의 신으로, 고대 이집트의 호루스를 그리스화한 것이다.

## 개요
알렉산드로스 대왕에 의해 이집트가 정복된 후의 헬레니즘 시대에, 이집트어의 Har-pa-khered(Heru-pa-khered, 아이의 호루스 라는 뜻)를 그리스어로 하포크라테스라고 불렀다. 고대 이집트의 호루스는 갓 태어난 태양, 즉 매일 떠오르는 아침해를 의미하였다.

## 호루스

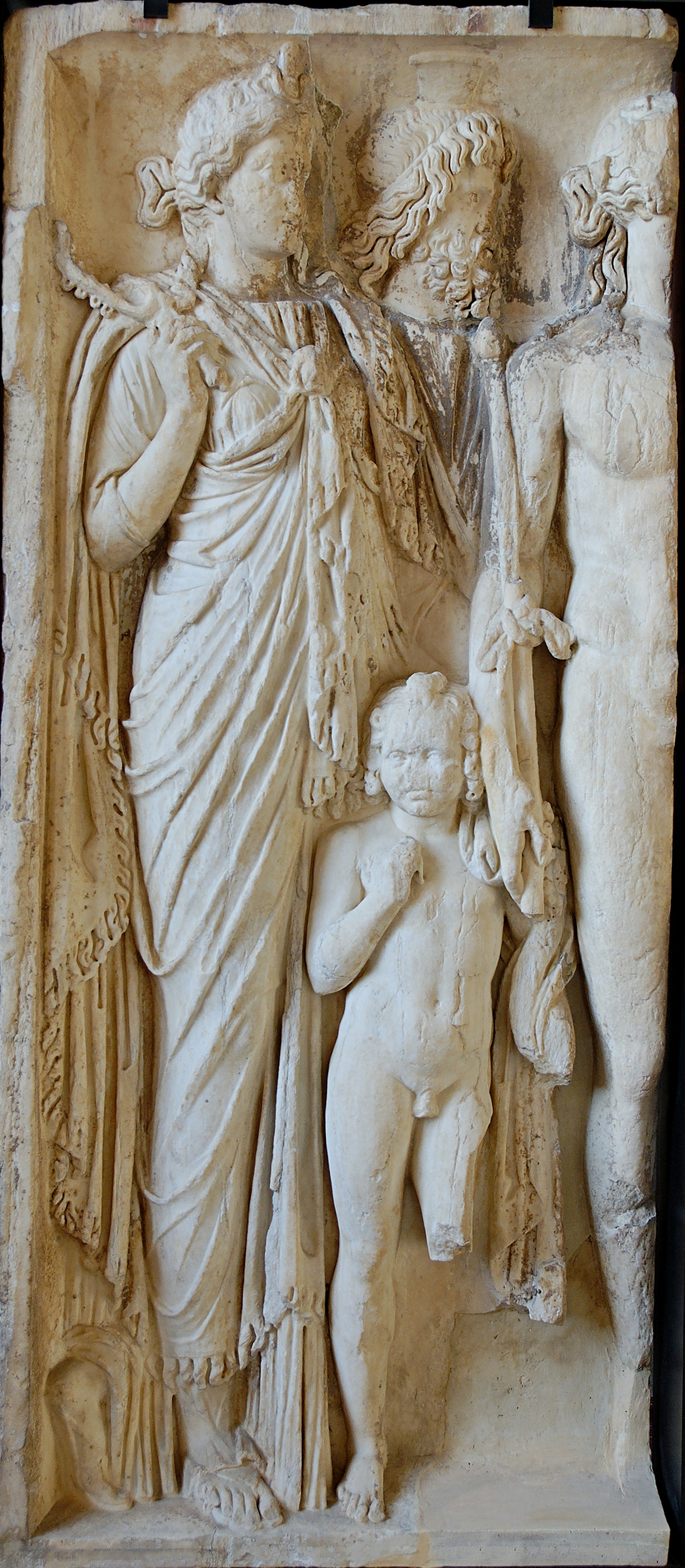
이시스, 세라피스, 하포크라테스(루브르 박물관)

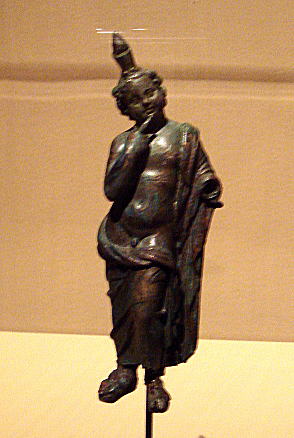
하포크라테스의 청동제 상. (아프가니스탄 :en:Bagram, 기원전 2세기)

이집트 신화의 호루스는, 이시스와 오시리스의 아이였다. 오시리스는 그의 남동생 세트에게 살해당해 이시스에 의해 부활된 뒤 명계의 왕이 되었다. 그리스인은 그러한 오시리스를 그리스 신화의 명계의 신 하데스와 동일시해 습합신 세라피스(Serapis)를 낳게 되었다.
이집트인은 성인이 된 호루스를 매일 어둠을 쫓아버리는 태양과 승리의 신으로 간주하고 있었다. 대개 새매의 머리를 하고 있는 모습으로 그려진다. 이것은 새매가 높은 곳을 나는 것으로부터 태양의 신인 호루스에게 제물을 바칠 수 있었던 것에 유래한다. 차후 호루스는 세트와의 싸움에서 승리해 이집트의 지배자가 되는데, 이집트의 파라오는 기본적으로 이 호루스의 환생이라고 여겨진다.
이집트 신전의 안뜰에는 악어의 위에 서 있는 아이의 호루스(Heru-pa-Khered)를 그린 비석이 있는데 뻗은 손에 뱀을 쥐고 있다. 그에게는 위안과 축복의 힘이 있다고 여겨져서, 그 밑에 고인 물에 잠기는 의식이 거행되고 있었다. 기원전·후에는 고대 로마도 포함해 신비 신앙이 유행하여 이시스나 세라피스와 함께 호루스 신앙도 퍼지게 되었다.

## 하포크라테스

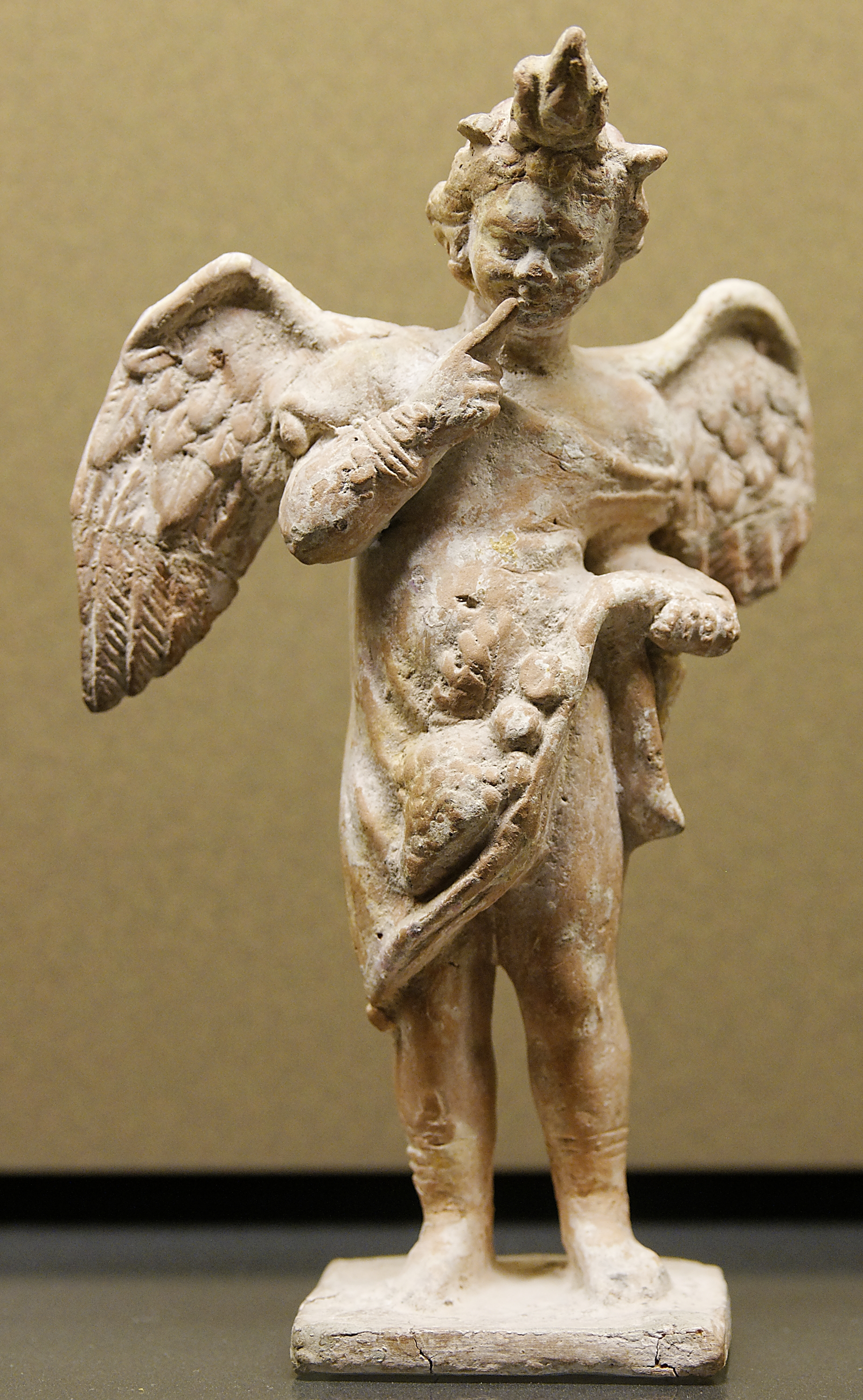
하포크라테스형의 에로스상(루브르 박물관, 기원전 100 - 50)

하포크라테스는 아이의 호루스이며, 매일 뜨는 태양과 같이 원초적인 생명력을 인격화한 신으로 여겨진다. 이집트에서 그려지는 아이의 호루스(하포크라테스)상은 손가락을 입에 물고있는 알몸의 소년이다. 손가락을 입에 물고 있는 것은 상형문자(신성문자)에 있어서 '아이(子)'를 나타내는 것으로서, 그리스나 로마에서 '침묵'을 의미하는 포즈와는 무관계했다. 그리스나 로마의 시인은 이것을 오해해서 하포크라테스를 침묵과 비밀의 신으로 여겼다. 오해를 낳는 계기가 된 것은 마르쿠스 테렌티우스 바로의 De lingua latina에 있는 Caelum(하늘)과 Terra(대지)의 항으로 다음과 같이 기록되어 있다.
"이들의 신들은 이집트에서 세라피스와 이시스로 불리고 있는 신들과 동일하지만, 손가락을 입에 물고 있는 하포크라테스는 침묵을 나타내 있는 것 같이 보인다. 라티움에 있어서의 같은 원초의 신들은 사투르누스의 작품이다."
오비디우스는 이시스를 다음과 같이 묘사하고 있다.
"이시스의 눈썹은 초승달형의 각적. 금빛이 빛나는 피부에 화관을 붙여 당당하고 위엄있는 우아함을 띠고 있다. 그 곁에는, 짖으며 서있는 아누비스, 얼룩무늬의 아피스, 신성한 부바스티스(en:Bubastis), 침묵하기 위해 손가락을 입에 물고 있는 신이 있다."
아우구스티누스는 염가의 테라코타로 제작된 하포크라테스 상이 개인의 제단용으로 만들어져 로마 제국 각지에서 발견되고 있어서, 하포크라테스 상의 모습을 알고 있는 것으로 여길 수 있지만, 기독교 신자로서 에우헤메로스적 신화 해석을 마르쿠스 테렌티우스 바로와는 다르게 설명하고 있다.
"그리고 세라피스와 이시스를 제사 지낸 신전에는, 거의 반드시 손가락을 입에 물고 침묵을 나타낸 것처럼 보이는 상이 있었다. 바로(마르쿠스 테렌티우스 바로)는 그처럼 해석했지만, 사람이 아니기 때문에 그와 같이 해석해서는 안 된다."
중세에 유행한 마르티아누스 카펠라(Martianus Capella)의 저작중에서 손가락을 입에 문 소년에 대한 언급인 있지만, 그의 이름이 하포크라테스인 것으로 적혀있진 않다. 그 때문에 그 소년은 큐피드라고 해석하는 주장이 있다. 실제 고대 로마에서 하포크라테스와 같은 큐피트 상이 이미 존재하고 있었다.
플루타르코스에 의하면, 하포크라테스는 이시스의 두 번째의 아들로서 선천적으로 다리가 부자연스러웠다라고 한다. 그와 동시에 아이의 호루스는 아이들과 그 모친의 특별한 수호신이며, 독사에 물렸을 때에 라가 고쳐 준 것으로부터 수난뒤의 희망을 나타내는 신으로 여겼다.

## 그 외
- 1920년대부터 1950년대에 걸쳐 활약한 뉴옥 출신의 코메디 배우 마르크스 형제들중의 한 명인 그루쵸 막스(Groucho Marx)는 그 이름이 하포크라테스로부터 연관된 것이라고 농담인 척 하며 말하고 있다. 실제로 하프를 연주하고 있던 것으로써 하포크라테스라고 자칭하였다.[8]
- 현대 오컬트에서는, 하포크라테스를 영지주의(그노시스)와 연결시키고 있다. 가령 알레이스터 크로울리의 저서에는 그러한 기술이 존재한다.

## 참고 문헌
- Franz Cumont, The Oriental Religions in Roman Paganism, Dover Publications, 1956.
- Harry Thurston Peck, Harper's Dictionary of Classical Antiquities, 1898: "Harpocrates."
- David Sacks, Language Visible: Unraveling the Mystery of the Alphabet, Random House 2003.